# Orhan Doğan
Orhan Doğan (Mardin, 25 juli 1955 – Van, 29 juni 2007) was een Koerdisch politicus en jurist.
Hij was betrokken bij de mensenrechtenorganisatie İnsan Hakları Derneği en werd lid van de pro-Koerdische partij HEP in 1990. Met deze partij wist Dogan in 1991 genoeg stemmen te behalen en zodoende kwam hij in het Turkse parlement.
In 1994 werd hij samen met Hatip Dicle, Selim Sadak en Leyla Zana veroordeeld voor hoogverraad en lidmaatschap van de Koerdische arbeiderspartij PKK, die volgens de Europese Unie en VS een terroristische organisatie is. In 2004 kwamen de vier vrij op juridisch-technische gronden, na een oordeel door het Europees Hof voor de Rechten van de Mens.
Doğan sloot zich hierna aan bij de partij DTP en stelde zich weer verkiesbaar op voor de parlementsverkiezingen van 22 juli 2007. De Turkse kiescommissie verbood echter de deelname van Doğan, waarop deze zich inzette voor de campagnes van zijn partij.